# 雙葉龍屬
雙葉龍屬（學名：Futabasaurus）為蛇頸龍目的一個屬，化石發現於日本福島縣的双葉層群玉山層，年代屬於白堊紀晚期的桑托階，並被歸類於薄板龍科。

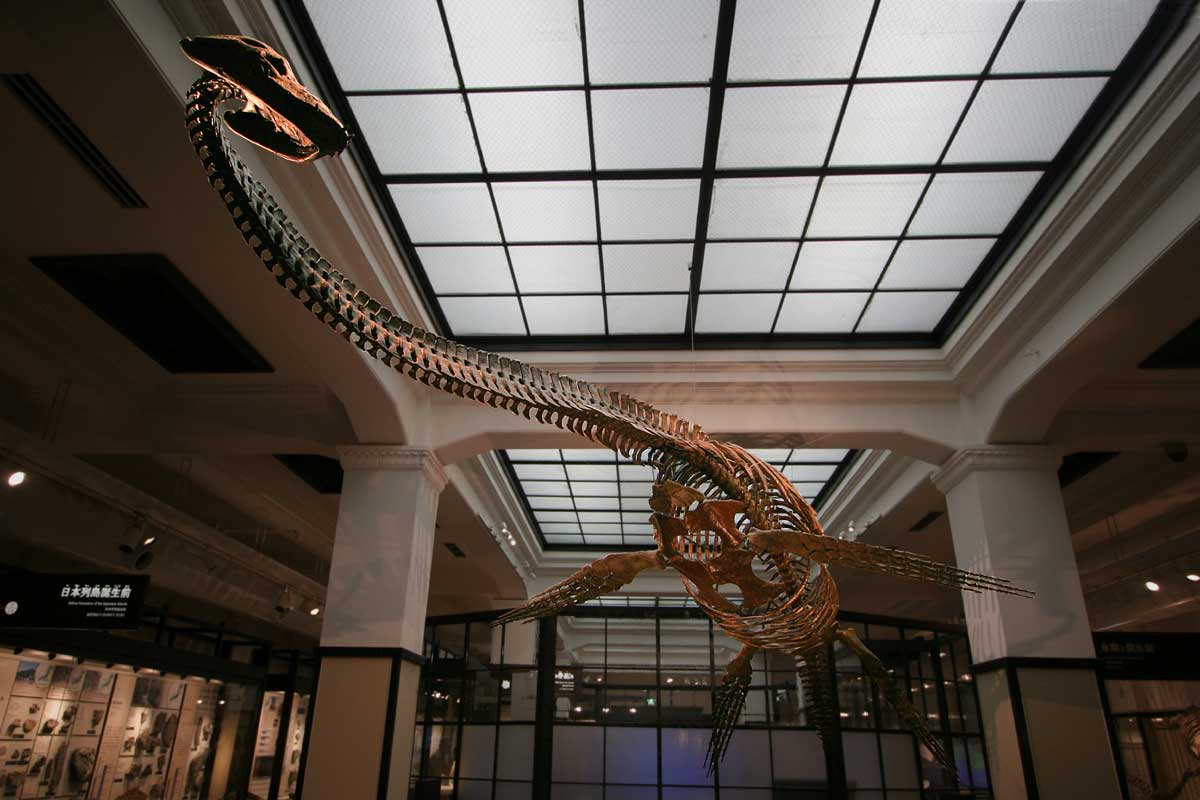
鈴木雙葉龍的骨架模型

化石在2006年被正式命名新屬，模式種是鈴木雙葉龍（F. suzukii），日本媒體稱為雙葉鈴木龍（双葉鈴木竜）。屬名是指化石所屬的双葉層，種名則是以發現者鈴木直為名。雙葉龍是是在日本發現的第一個蛇頸龍類，身長約7公尺，體重估計3~4公噸。在模式標本的許多化石，有被鯊魚咬過的齒痕。
雙葉龍的鼻孔、眼窩間的距離長。間鎖骨、鎖骨之間癒合，兩者前緣彎曲。前肢上臂相當長。股骨修長，有明顯的肌肉附著痕跡。
另一種獸腳亞目恐龍也名為“Futabasaurus”，且都是生存於白堊紀晚期的日本。然而，該恐龍還沒有被正式的命名，是一個無資格名稱。
哆啦A夢系列電影《大雄的恐龍》以及《大雄的恐龍2006》中的嗶之助，指的就是鈴木雙葉龍。